# Armbergen von Kloster Neuendorf

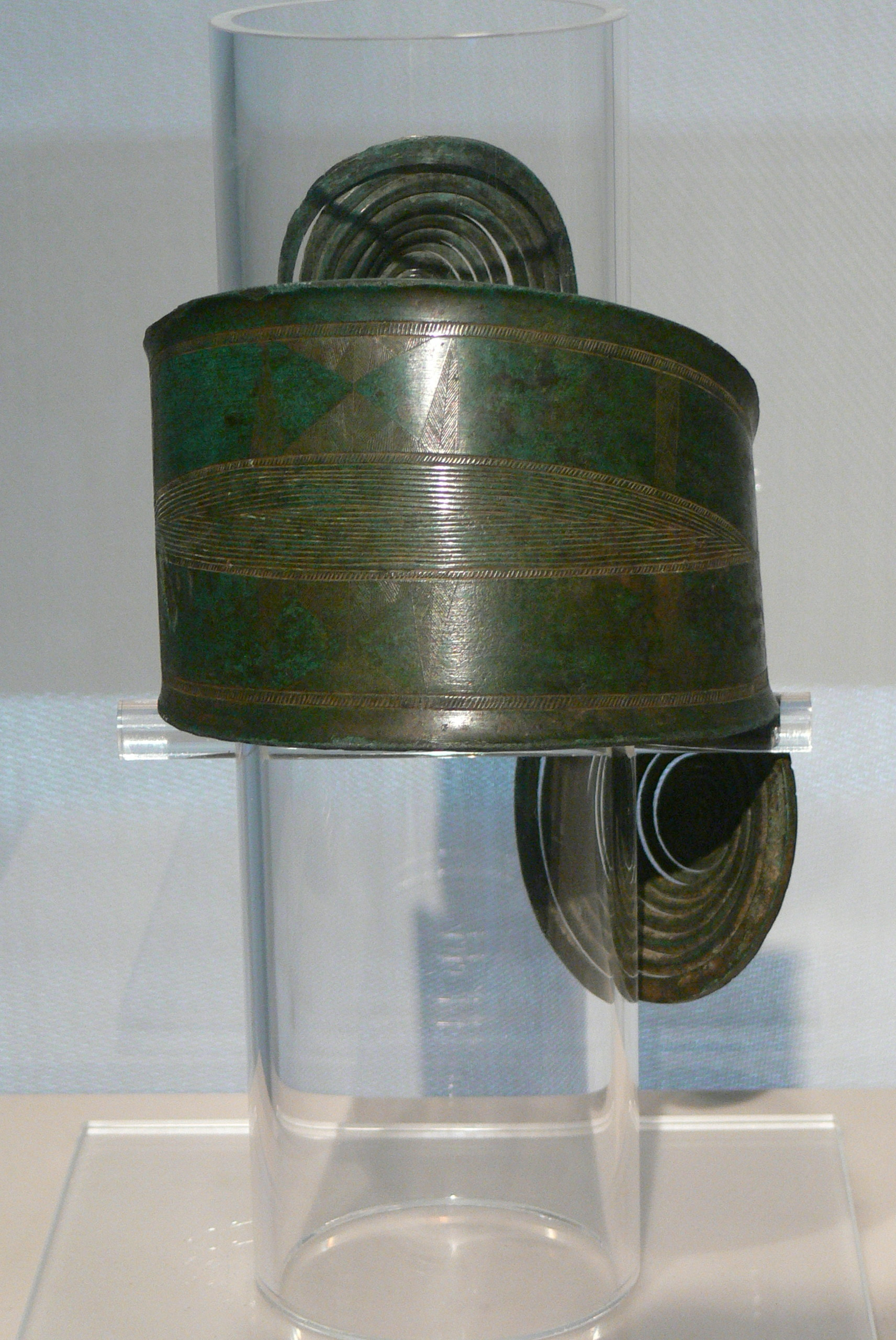
Armberge aus Hessen im germanischen Nationalmuseum in Nürnberg

Die Armbergen von Kloster Neuendorf im Altmarkkreis Salzwedel in Sachsen-Anhalt wurden im Jahre 1886 im Walde bei Kloster Neuendorf beim Auswerfen von Gräben gefunden. Die für Depots typische Fundstätte liegt nahe einer kleinen mit Eichen bewachsenen und von Sumpf umgebenen Anhöhe. 1905 kaufte die Landesanstalt für Vorgeschichte in Halle dem Schichtmeister Löscher in Wansleben am See die beiden Armbergen für 130 Mark ab. Er gab an, dass die Bergen weder in einem Skelett- noch in einem Brandgrab gelegen haben. Es handelt sich somit um die absichtliche Niederlegung zweier wertvoller Opfergaben im Moor, worauf auch die Einfärbung der Funde deutet.
Die Arm- oder Beinbergen mit ihren großen Spiralenden sind sehr gut erhalten. Aufgrund der Lage derartiger Stücke in Gräbern ist bekannt, dass sie paarweise am Oberarm oder an den Unterschenkeln getragen wurden. Die beiden 20,5 cm langen, gleich großen Stücke aus Kloster Neuendorf bestehen aus ovalem sich im Querschnitt verjüngendem Bronzedraht. Die Spiralscheiben weisen je zehn enge Windungen auf. Der Ring ist mit tiefen Einkerbungen verziert, die von kreuzschraffierten Feldern begrenzt werden. Die äußeren Windungen sind gruppenweise quergekerbt. Durch diese Anordnung entsteht ein strahlenförmiges Motiv.
Der Verbreitungsschwerpunkt der reich verzierten Armbergen aus der Bronzezeit liegt in Deutschland in West-Mecklenburg. Einzelfunde kommen jedoch bis zur Schwäbischen Alb vor. Die Frau im Grabhügel von Onstmettingen (Baden-Württemberg) aus dem 14. Jahrhundert v. Chr. trug vier Armringe und zwei Armbergen. Auch in Osteuropa (Vorlausitzer Gruppe) und auf dem Balkan sind sie nicht selten. Möglicherweise deuten die Funde aus der Altmark auf einer Kommunikation unter benachbarten Gruppen im Zuge des Metallhandels hin. So könnten mecklenburgische Frauen um 1100 v. Chr. in der Altmark eingeheiratet, und ihren Schmuck – in diesem Fall die Bergen mitgebracht haben.
Von den neun bekannten Bergen aus der Altmark weisen sieben weitgehende Übereinstimmung sowohl in der Größe als auch in der Verzierung auf. Die Einkerbungen auf den Spiralscheiben der Bergen aus Güssefeld und Kuhfelde (Altmarkkreis Salzwedel) sind dagegen in Form eines „eisernen Kreuzes“ angeordnet. Das Bruchstück von Kuhfelde stammt aus einem Grab, die Fundumstände der anderen Stücke sind unbekannt.